# Bomolocha devexalis
Bomolocha devexalis är en fjärilsart som beskrevs av William Schaus 1912. Bomolocha devexalis ingår i släktet Bomolocha och familjen nattflyn. Inga underarter finns listade i Catalogue of Life.